# Alliopsis attenuata
Alliopsis attenuata este o specie de muște din genul Alliopsis, familia Anthomyiidae, descrisă de Griffiths în anul 1987. Conform Catalogue of Life specia Alliopsis attenuata nu are subspecii cunoscute.